# Захаров Сергій Светович
Сергій «Захар» Захаров (* 12 серпня 1975, Москва, РРФСР) — бас-гітарист рок-гурту «Король и Шут».

## Біографія
Уперше взяв у руки гітару в 11 років, після чого навчався в рок-клубі «Червоний Хімік», у музичній школі по класу акустичної гітари, а також 2 роки в Гнесинці. Починав займатися рок-музикою разом зі своїм другом дитинства В'ячеславом Молчановим, який зараз є гітаристом гурту Кипелов.
Довгий час грав у безлічі музичних колективів — Das Ist Band, Archontes, Virgin Tears, Pitch, Стереотипи, Ashfall і в багатьох інших, поки В'ячеслав Молчанов не порадив йому спробувати свої сили в гурті «Король и Шут». Сергій пройшов прослуховування і став учасником легендарного горрор-панк колективу, 2006 року переїхавши в Санкт-Петербург.